# Ämtsjön (Visnums socken, Värmland)
Ämtsjön är en sjö i Kristinehamns kommun i Värmland och ingår i Göta älvs huvudavrinningsområde. Sjön har en area på 0,131 kvadratkilometer och ligger 103 meter över havet. Sjön avvattnas av vattendraget Sälsjöbäcken.

## Delavrinningsområde
Ämtsjön ingår i det delavrinningsområde (656223-140860) som SMHI kallar för Mynnar i Visman. Medelhöjden är 118 meter över havet och ytan är 18,69 kvadratkilometer. Det finns ett avrinningsområde uppströms, och räknas det in blir den ackumulerade arean 32,6 kvadratkilometer. Sälsjöbäcken som avvattnar avrinningsområdet har biflödesordning 4, vilket innebär att vattnet flödar genom totalt 4 vattendrag innan det når havet efter 246 kilometer. Avrinningsområdet består mestadels av skog (71 procent) och sankmarker (16 procent). Avrinningsområdet har 0,13 kvadratkilometer vattenytor vilket ger det en sjöprocent på 0,7 procent.